# Discorama
Discorama va ser un programa musical emès per Televisió Espanyola en la temporada 1964-1965, amb realització de Pepe Palau i presentació de José Luis Barcelona.

## Format
Es tracta del primer programa de televisió a Espanya dedicat íntegrament al jazz, un gènere musical fins al moment gairebé inèdit al país. Amb un estil innovador per als cànons de l'època, Discorama va donar a conèixer als espanyols a les grans figures del jazz, com Dionne Warwick o Wes Montgomery.